# Maximilian Herwerth
Maximilian Herwerth, né le 9 février 2006 à Stuttgart, est un footballeur allemand qui joue au poste de défenseur central au VfB Stuttgart.

## Biographie

### Carrière en club
Né à Stuttgart en Allemagne, Maximilian Herwerth est formé dans différents clubs de Stuttgart avant de rejoindre le VfB Stuttgart en 2022,, où il joue dans un premier temps avec les moins de 19 ans,,.

### Carrière en sélection
Maximilian Herwerth est convoqué avec l'Allemagne en novembre 2023, pour participer à la Coupe du monde des moins de 17 ans qui a lieu en Indonésie,,.
L'Allemagne atteint la finale de la compétition après sa victoire aux tirs au but face à l'Argentine, à l'issue d'un match nul (3-3),. L'Allemagne gagne ensuite le titre le 2 décembre 2023, en battant la France, encore sur une séance de tirs au but, après un match nul (2-2).

## Style de jeu
Mesurant déjà 1,91 mètre à 17 ans, Herwerth est considéré comme un  gaucher qui brille par sa force dans les duels et sa vitesse, possédant également une capacité exceptionnelle à relancer le jeu.

## Palmarès
Allemagne -17 ans
- Coupe du monde
  - Vainqueur en 2023